# Qrendi
Qrendi (IPA: [ˈʔrɛndɪ]) Málta egyik helyi tanácsa a nagy sziget déli részén. Lakossága 2525 fő (2005). Nevének olasz írásmódja Crendi, a név feltehetőleg az olasz grandi (nagy) szóból ered. Területén áll kettő Málta híres, az UNESCO Világörökség részét képező megalitikus templomai közül: Ħaġar Qim és Mnajdra.

## Története

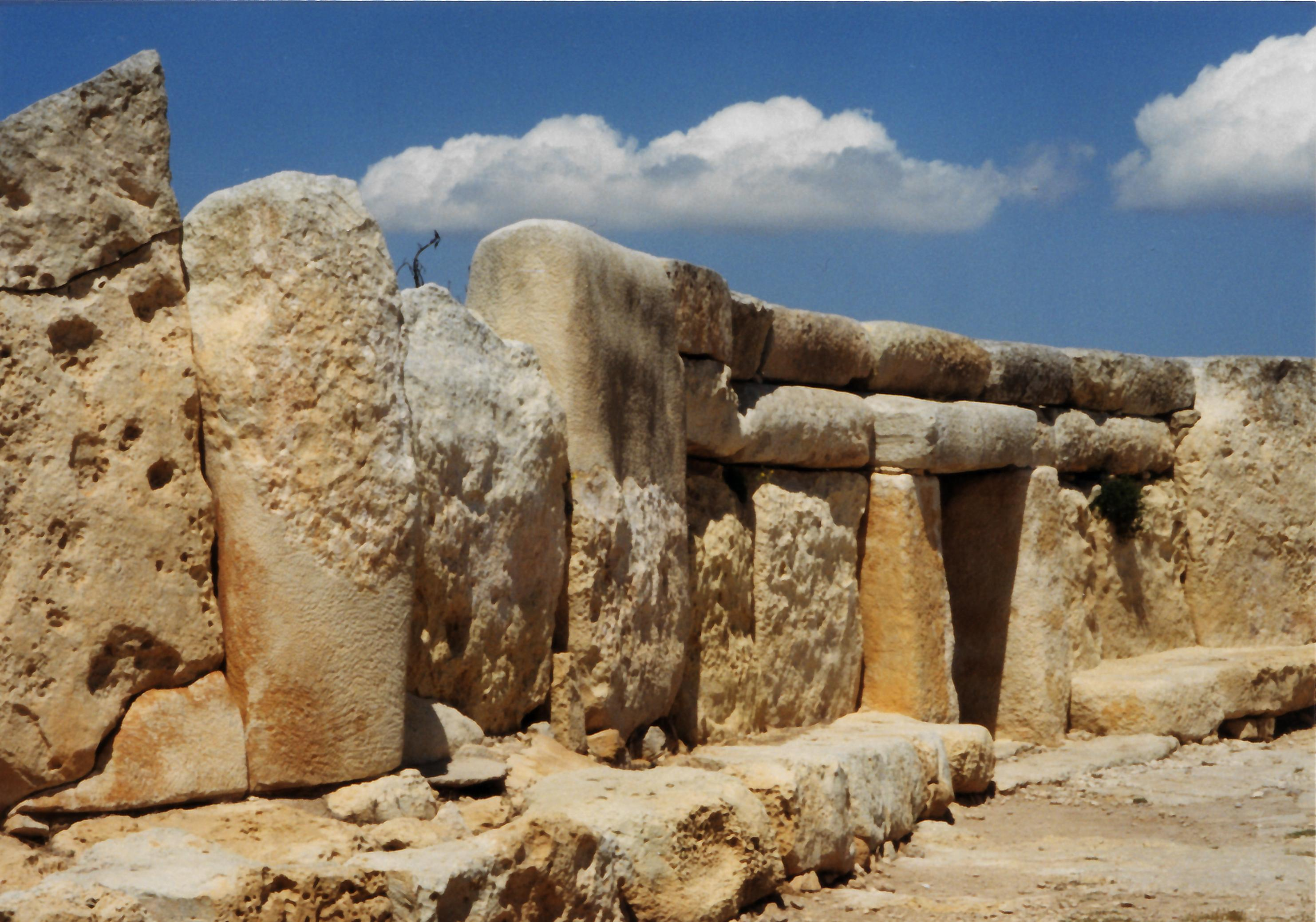
Ħaġar Qim homlokzata

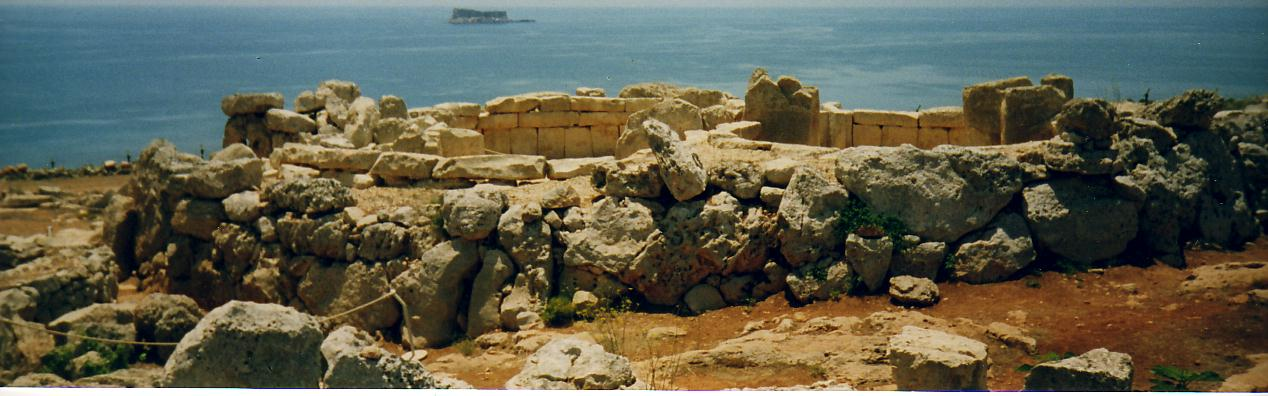
Mnajdra, a háttérben Filfla

A terület első lakói a templomépítők voltak. Néhány sekély sír és két nagyon jó állapotban megőrzött templomkomplexum, Ħaġar Qim és Mnajdra őrzi az emléküket a tanács Żurrieq-hoz közeli határában, az előbbi Kr. e. 3600 körül épült. Ezután azonban a sziget őrzésére alakult milícia 1417-es összeírásáig nincs emlék a területről. Akkor 26 háztartást említenek. Az 1565-ös Nagy ostrom után hálából kápolna épült a település határában, a Szt. Anna-kápolna. 1618-ban lett önálló egyházközség, temploma 1712-re készült el. A Jeruzsálemi Szent János Ispotályos Lovagrend lovagjai közül többen építettek villákat a községben. A 17. században Jean Paul Lascaris-Castellar (1636-1657) és Martín de Redín (1657-1660) nagymesterek egy-egy őrtornyot építtettek a part szikláira, a Wied iż-Żurrieq Towert és a Ħamrija Towert.
A község a lovagrend, majd a britek uralma alatt is lassan fejlődött. A második világháború idején leszállópálya épült a falu mellett, amely az 1943-as szicíliai partraszállást volt hivatott segíteni. A tengelyhatalmak bombái jelentős károkat okoztak Qrendiben.
1994-ben Málta egyik helyi tanácsa lett. Bár a közelmúltban is jelentős átalakítások történtek a községben - a buszpályaudvar kiépítése vagy köztér létrehozása egy régi villa helyén - az összkép ma is hűen tükrözi a több évszázados Qrendi jellegzetességét.

## Önkormányzata
Qrendit öttagú helyi tanács irányítja. 3 képviselő munkáspárti, 2 a Nemzeti Párt tagja. A jelenlegi, 7. tanács 2013 márciusa óta van hivatalban.

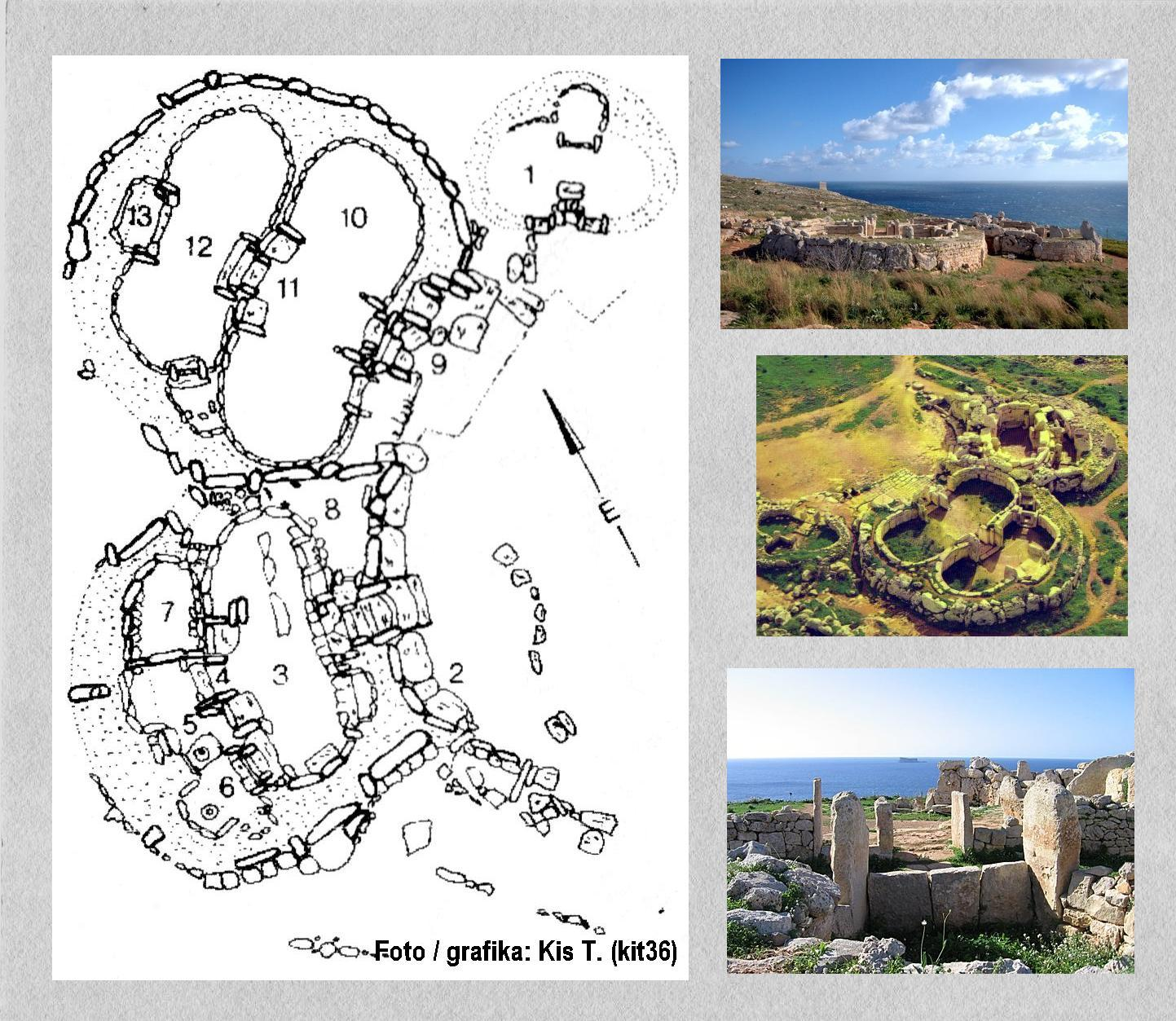
Mnajdra alaprajza és képei

Polgármesterei:
- Daniel Farruġia (1994-1999)
- Carmel Falzon (1999-)

## Nevezetességei

### Ħaġar Qim
A sziget legnagyobb, négy önálló épületmaradványból álló megalitikus komplexuma. Részei: bejárat, udvar, jósfülke. Az udvarról további két apszisos helyiség, és két egyszerű ovális terem nyílik. A monumentális homlokzat része egy 5 méter magas. Maradványaira 1647-ben találtak rá; a feltérképezés 1851-ben, az ásatások 1885-ben kezdődtek meg. Bejáratának környékét 1947 és 1950 között újraépítették.

### Mnajdra
A déli part közelében, Ħaġar Qimtől délnyugatra található a három templomromból álló templomkomplexum. A templomok két szinten helyezkednek el egy félkör alakú udvar körül és három különböző időszakban épültek. Az első templom a legkisebb, alaprajza háromlevelű lóhere alakot formáz és jellegét tekintve követi Ġgantija templomainak mintáját. A legjobb állapotban a legalacsonyabban fekvő, ún. második, vagy déli templom maradt fenn. A középső, legmagasabban fekvő templomba, amely utolsóként épült, monumentális hármas-kapu vezet; nevezetessége hogy egyik kőtömbjén a tetővel ellátott templom faragott mása áll.

### Il-Maqluba

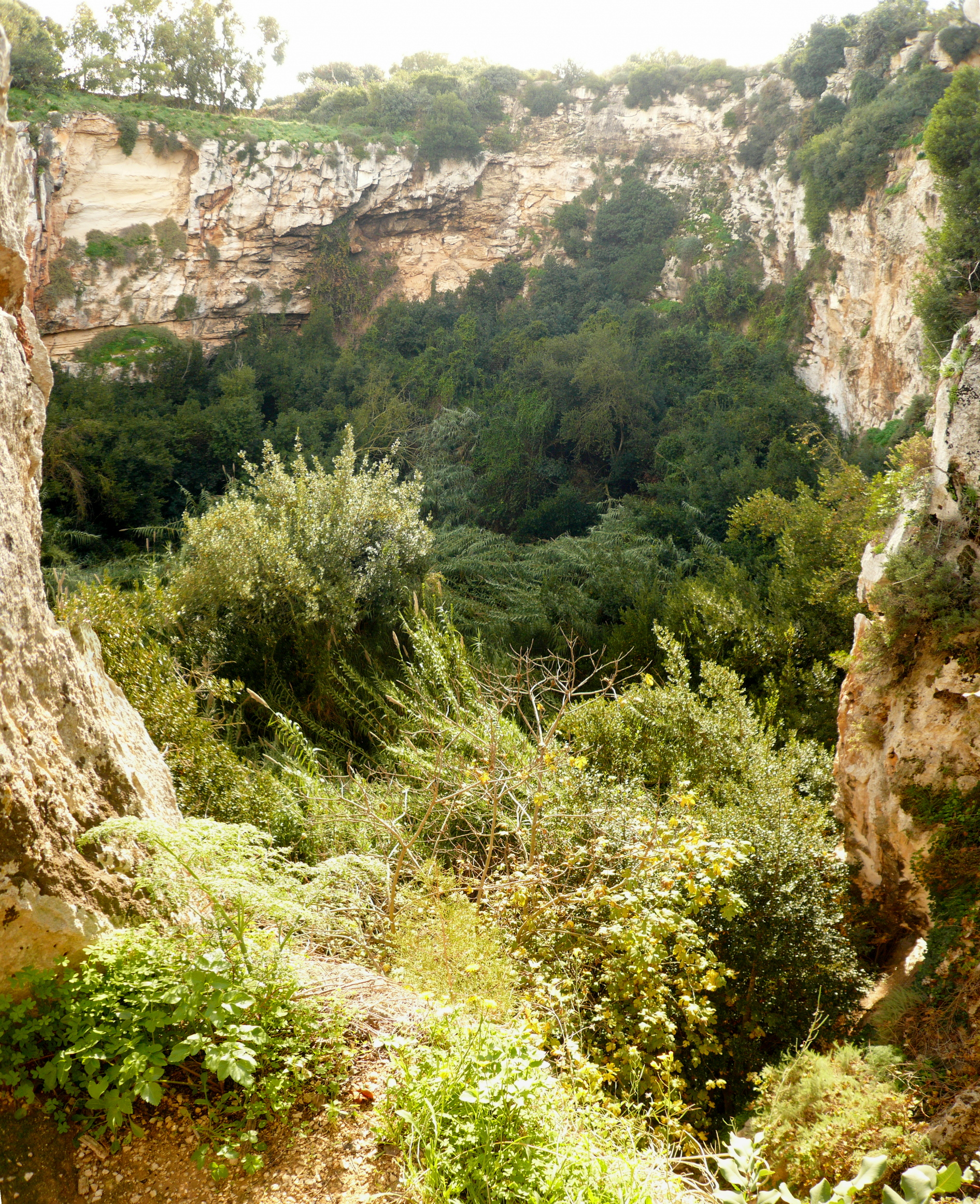
Il-Maqluba

Qrendi határában található a 100 méter hosszú, 60 méter széles, helyenként 40 méter mély szakadék. A karsztos mélyedés valószínűleg egy barlang beomlásával keletkezett, fennmaradt beszámolók szerint 1343. november 24-én. A hirtelen téli esők több méter mélységben fel tudják tölteni vízzel, ám a víz hamar elszivárog.

### Kék Barlang
A Kék Barlang, (Il-Ħnejja, angolul Blue Grotto) a qrendi partszakasz egy kőíve, amely alól a tenger kimosta a puhább kőzeteket. Nevét arról kapta, hogy az átjáróban a tenger különleges kék színben játszik. A csónakokkal, amelyek a közeli Wied iż-Żurrieq öbléből indulnak, teljesen át lehet haladni az ív alatt, be a mögötte nyíló barlangba.

### Egyéb nevezetességei

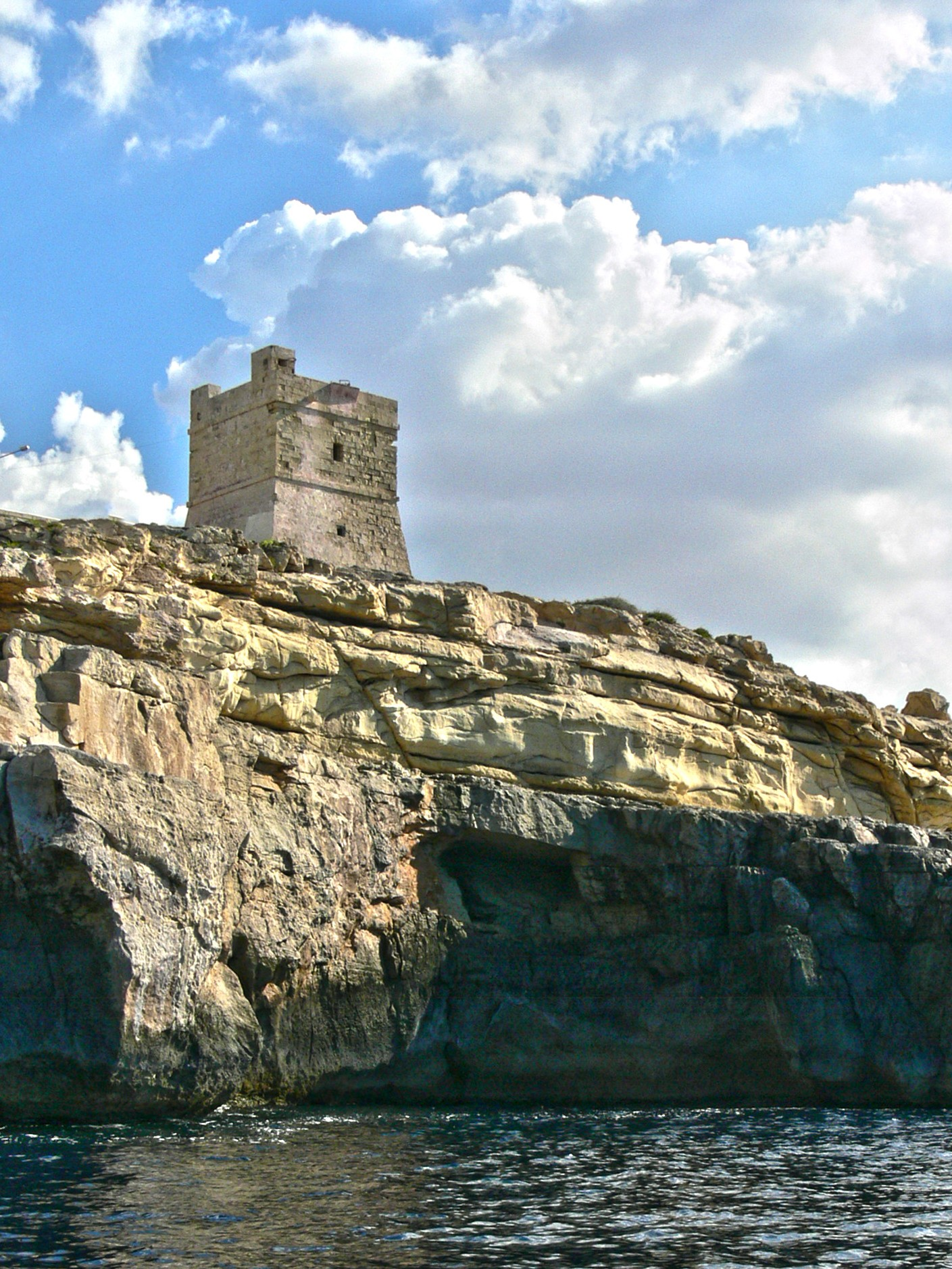
Torri ta' Xutu

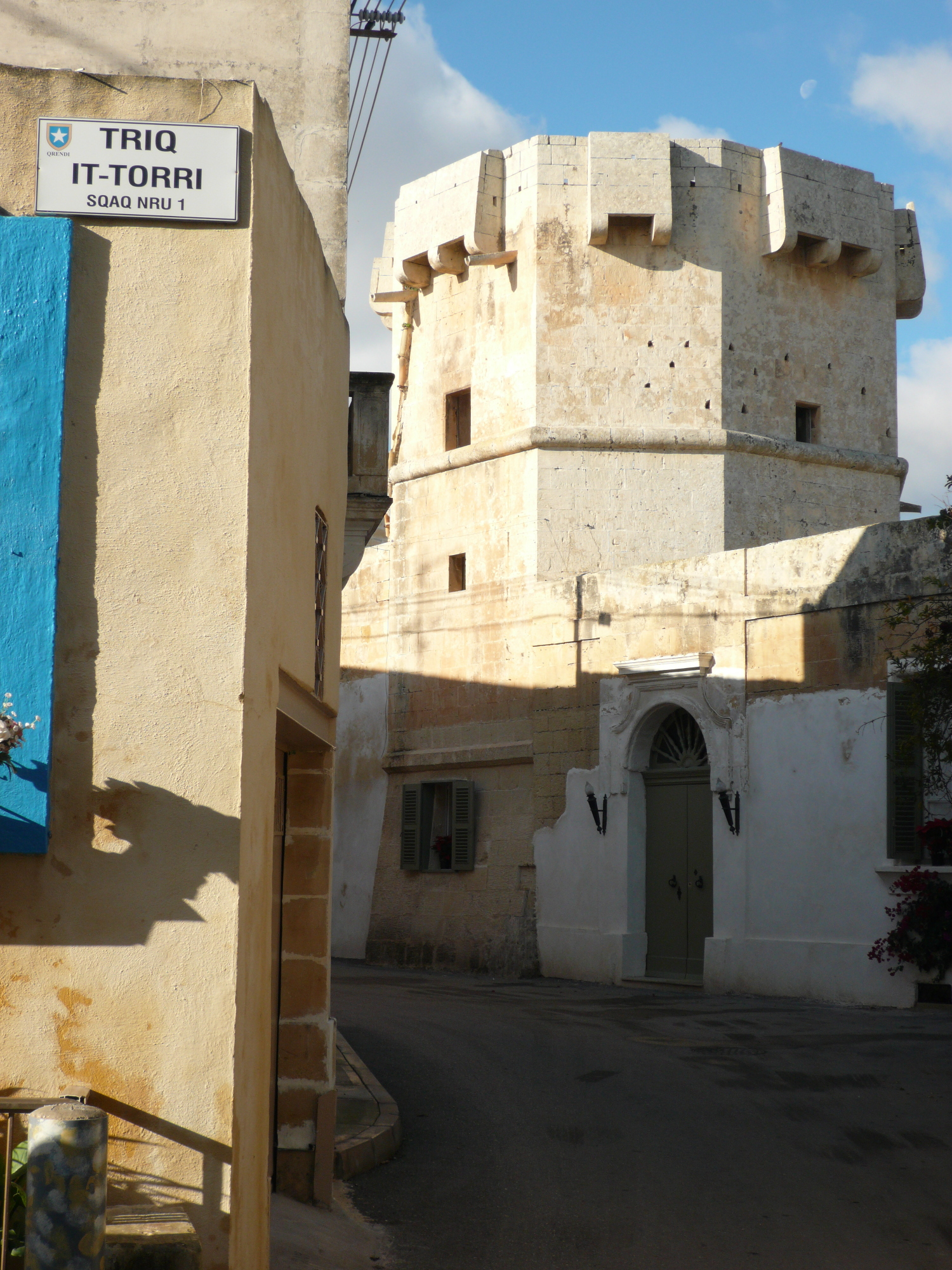
Az Octagonal Tower (Nyolcszögű Torony)

- Plébániatemplom: Lorenzo Gafà tervei alapján épült 1685 és 1712 között barokk stílusban. A templom kereszt alaprajzú, kupoláját két harangtorony fogja közre.
- Kegyelmes Boldogasszony-kápolna: az egykori Ħal Lew község határában áll. A mai templom 1650-ben épült egy 13. századi épület helyén
- Szent Máté-kápolna (St. Matthew): A különböző korokból származó ikerkápolna az Il-Maqluba mélyedésének szélén áll. A korábbi, sír alakú kápolnához 1674 és 1682 között építették a nagyobb épületet. Nemrég ellopott, majd visszaszerzett oltárképét Mattia Preti festette
- Szent Anna-kápolna (St. Anne): Giovanni Schembri fogadalma teljesítéseként építtette az 1565-ös nagy ostrom után
- Guarena Palace: Pietro Rovero di Guarena lovag építtette nyaralónak 1740 körül
- Nyolcszögű Torony (Octagonal Tower): valószínűleg erődített magánháznak épült
- De Redín-torony: a településtől délre a tengerparti sziklán áll Martín de Redín nagymester 13 őrtornyának egyike
- Torri ta' Xutu: a Wied iż-Żurrieq fölött álló tornyot ma a rendőrség használja

## Kultúra
Band clubjai:
- St. Mary's Musical Society / Soċjetà Mużikali Santa Marija[4]
- Lourdes Band Club / Soċjetà Mużikali Lourdes[5]

Egyházi szervezetek:
- M.U.S.E.U.M.
- Qrendi Scout Group[6]

## Sport
Sportegyesületei:
- Boccia: Qrendi Boċċi Club
- Labdarúgás: Qrendi Football Club[7]

## Közlekedés
Nyugatról Siġġiewin, Valletta felől a repülőtér alatti aluljárón keresztül közelíthető meg.
Autóbuszjáratai:
- 72: Valletta–Marsa–Luqa–Máltai nemzetközi repülőtér–Mqabba-Qrendi
- 74: Valletta–Qormi–Mqabba–Qrendi–Żurrieq
- 117: Mater Dei–Msida–Ħamrun–Luqa–Máltai nemzetközi repülőtér–Kirkop–Żurrieq–Qrendi–Mqabba
- 218: Mater Dei–Msida–Ħamrun–Marsa–Luqa–Máltai nemzetközi repülőtér–Kirkop–Żurrieq–Qrendi–Mqabba

## Híres szülötte
- Dr. Francesco Buhaġiar politikus, 1923-1924 Málta második miniszterelnöke (1876-1934)